# Sibrandahuis
Sibrandahuis (Fries: Sibrandahûs) is een streek en voormalige buurtschap in de gemeente Noardeast-Fryslân, in de Nederlandse provincie Friesland. De streek ligt tussen Dokkum en Wetsens aan de Sybrandawei en de Stinstrawei. De bebouwing bestaat uit enkele huizen en boerderijen. De hoek van de kruising van de wegen Dokkumerwei, Sybrandawei en Mockemawei wordt de Swarte Mosk genoemd. De meeste bebouwing is hier verdwenen, alleen de boerderij uit 1910 is er nog van over.
De streek moet niet verward worden met Sijbrandahuis in de naastgelegen gemeente Dantumadeel, waarvan de Friese naam eveneens Sibrandahûs is.

## Geschiedenis
De oudste vermelding van de Sibrandahuis is zover bekend in 1511, toen het als Sijbranda Huyijs werd vermeld. In 1543 werd de plaats vermeld als Sybrandehuysum, in 1545 als Sybranthuisen, in 1164 en rond 1700 als Sibranda Huys en in 1855 als Sibrandahuis.

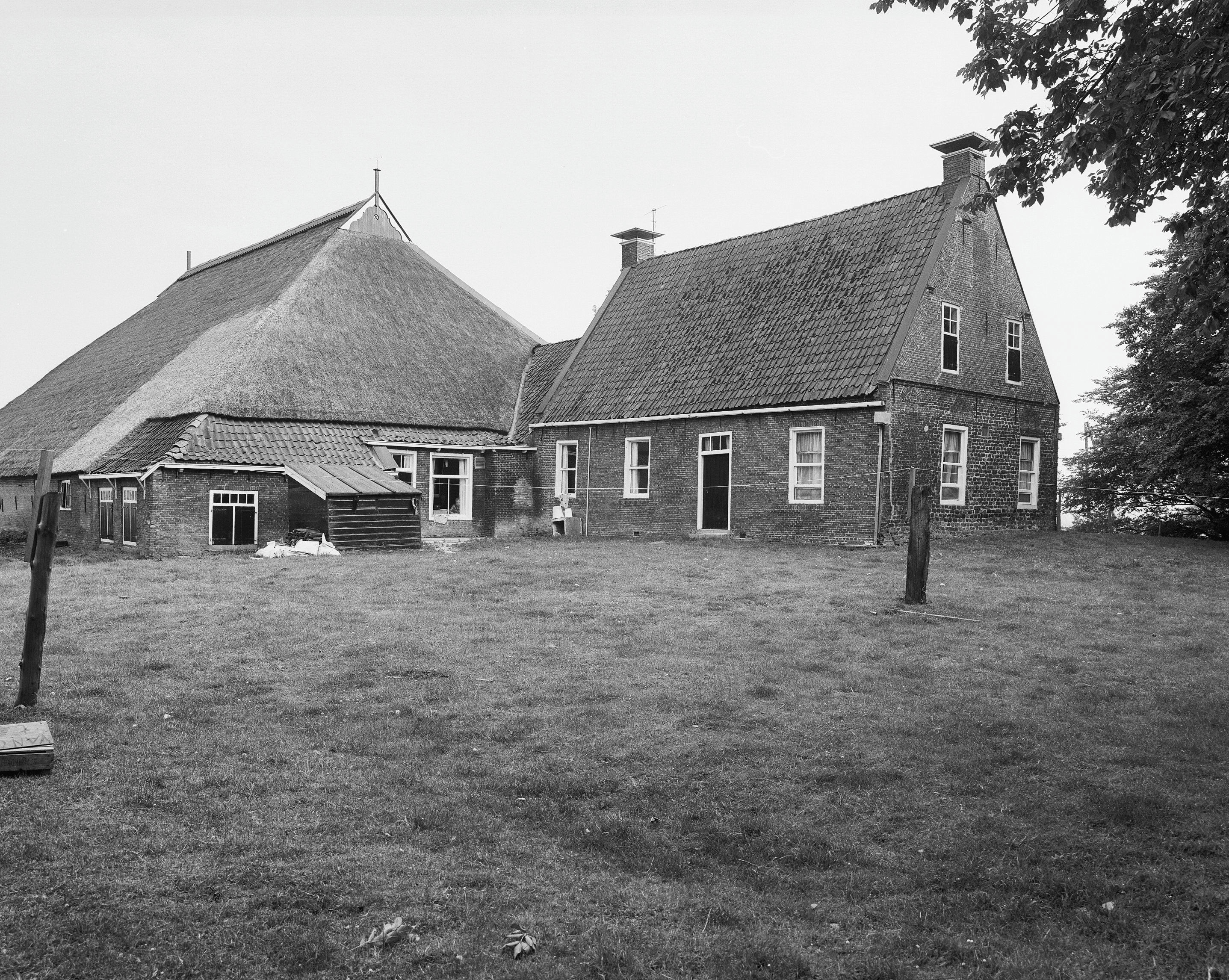
Stinstrastate in 1973

In 1853 staat op de plek van de buurtschap op een kaart de naam Zieverenhuis, maar dat zal een misverstand zijn. De plaatsnaam duidt erop dat het een nederzetting (huis/huizen) was van of bewoond door Sibrand.

## Rijksmonument
De boerderij Stintrastate uit 1900 is een rijksmonument. Het is een kop-hals-rompboerderij en de verbindingsweg met Dokkumerwei, de Stinstrawei, is er naar genoemd, of naar de voormalige state die er daarvoor heeft gestaan, de Stinstrastate. De state werd voor het eerst genoemd in 1583 als een Fries langhuis.
Steden, dorpen en gehuchten: Aalsum · Anjum · Augsbuurt · Birdaard · Blija · Bornwird · Brantgum · Burum · Dokkum · Ee · Engwierum · Ferwerd · Foudgum · Genum · Hallum · Hantum · Hantumeruitburen · Hantumhuizen · Hiaure · Hogebeintum · Holwerd · Janum · Jislum · Jouswier · Kollum · Kollumerpomp · Kollumerzwaag · Lichtaard · Lioessens · Marrum · Metslawier · Munnekezijl · Moddergat · Morra · Nes · Niawier · Oosternijkerk · Oostmahorn · Oostrum · Oudwoude · Paesens · Raard · Reitsum · Ternaard · Triemen · Veenklooster · Waaxens · Wanswerd · Warfstermolen · Westergeest · Wetsens · Wierum · Zwagerbosch

Buurtschappen: Abbewier · Bartlehiem (deels) · Beintemahuis · Betterwird · Bollingawier · Bonte Hond · Bornwirdhuizen · Boteburen · Brandeburen · De Dellen · De Keegen · De Kolk · De Leegte · De Rijp · De Wirden · De Schans · Dijkshorne · Dokkumer Nieuwe Zijlen · Drieboerehuizen · Ezumazijl · Groot Medhuizen · Halfweg · Hallumerhoek · Hanenburg · Hantumerhoek · Huis ter Noord · Kettingwier · Klein Medhuizen · Kletterbuurt · Kollumeroudzijl · Krabburen · Laagland · Lutkewier · Molenbuurt · Nieuwland · Oudeterp · Oudwouderzijlen · Reidswal · Scharnehuizen · Stiem · Teerd · Teijeburen · Tergracht (deels) · Ter Lune · Tibma · Tilburen · Tiltjeburen · Vaardeburen · Veldburen · Vijfhuizen (Hallum) · Vijfhuizen (Ternaard) · Visbuurt · Weerdeburen · Westerburen · Westernijkerk · Wie · Wijgeest · Zevenhuizen

Streken: 't Schoor · Galilea · It Paradyske · Lutkelaard · Sibrandahuis · Steenharst · Steenvak · Wildpad (deels) · Zandbulten · Zwagerveen

Friesland: Steden en dorpen      Nederland: Provincies · Gemeenten